# François de Munck
François de Munck (* 6. Oktober 1815 in Brüssel; † 28. Februar 1854 ebenda) war ein belgischer Cellist und Komponist.

## Leben und Wirken
François de Munck erhielt ersten Musikunterricht von seinem Vater, bevor er Schüler von Nicolas-Joseph Platel und Adrien-François Servais an der École royale de Musique, dem späteren Brüsseler Konservatorium wurde. Mit 19 Jahren erhielt er 1835 sein Abschlussdiplom (Premier Prix) und wirkte als Nachfolger seines Lehrers, der kurz zuvor verstorben war. Ab 1840 unternahm er Konzertreisen durch verschiedene Länder Europas. Wohl aus Gesundheitsgründen, bedingt durch einen ungeordneten Lebenswandel, vernachlässigte er laut François-Joseph Fétis bereits vor 1845 seine Arbeit, so erhielt 1848 Servais die Celloklasse de Muncks in Brüssel. Danach übersiedelte de Munck nach London, wo er eine Anstellung im damaligen Queen’s Theatre hatte. Er kehrte 1853 nach Brüssel zurück, wo er ein Jahr später verstarb.
Zu seinen bedeutendsten Schülern zählen sein Sohn Ernest de Munck, Isidore de Swert (1830–1896) und Guillaume Paque (1825–1876).
Sein heute einzig bekanntes Werk sind die Fantaisie et Variations sur un thème russe Op. 1 (Mainz).